# Aliskiren
Aliskiren (Tekturna (SAD); Rasilez (UK i druge zemlje)) prvi je u klasi lekova koji se nazivaju direktnim reninskim inhibitorima. Njegova trenutna licencirana indikacija je primarna hipertenzija.
Aliskiren su razvila preduzeća Novartis i Speedel. On je odobren u SAD 2007. za tretman primarne hipertenzije.

## Osobine
| Osobina                  | Vrednost |
| ------------------------ | -------- |
| Broj akceptora vodonika  | 7        |
| Broj donora vodonika     | 4        |
| Broj rotacionih veza     | 19       |
| Particioni koeficijent ( | 3,3      |
| Rastvorljivost (logS, log(mol/L))       | -7,5     |
| Polarna površina (PSA, Å2)  | 146,1    |

## Spoljašnje veze
- „” (PDF). Архивирано из оригинала (PDF) 20. 7. 2011. г.
- aliskiren на 
- „”. Архивирано из оригинала 16. 12. 2013. г.

|  | Molimo Vas, obratite pažnju na važno upozorenje u vezi sa temama iz oblasti medicine (zdravlja). |